# T5 (음악 그룹)
T5(티파이브)는 대한민국의 YG 엔터테인먼트 소속 보이그룹 트레저의 유닛 5인조 그룹이다.

## 구성원
| 이름   | 소개 |
| ------ | --- |
| 지훈   | - 본명 : 박지훈 (朴志焄) - 생년월일 : 2000년 3월 14일(25세) - 출생지 : 대한민국 - 활동기간 : 2023년 6월 28일 ~ 현재                 |
| 준규   | - 본명 : 김준규 (金俊奎) - 생년월일 : 2000년 9월 9일(24세) - 출생지 : 대한민국 충청북도 충주시 - 활동기간 : 2023년 6월 28일 ~ 현재  |
| 윤재혁 | - 본명 : 윤재혁 （尹材赫） - 생년월일 : 2001년 7월 23일(23세) - 출생지 : 대한민국 경기도 용인시 - 활동기간 : 2023년 6월 28일 ~ 현재 |
| 도영   | - 본명 : 김도영 (金道榮) - 생년월일 : 2003년 12월 4일(21세) - 출생지 : 대한민국 서울특별시 - 활동기간 : 2023년 6월 28일 ~ 현재      |
| 소정환 | - 본명 : 소정환 (蘇庭煥) - 생년월일 : 2005년 2월 18일(20세) - 출생지 : 대한민국 전라북도익산시 - 활동기간 : 2023년 6월 28일 ~ 현재  |

## 음반 목록

### 디지털 싱글
한국
- 2023년 6월 28일 《MOVE》

일본
- 2023년 9월 16일 《MOVE》

## 음반 외 목록

### 텔레비전 예능 프로그램
- 2023년 7월 5일 MBC M, MBC every1 《주간 아이돌》 - 게스트

### 라디오
- 2023년 7월 10일 KBS Cool FM 《가요광장》 - 게스트
- 2023년 7월 10일 MBC 라디오 《아이돌 라디오》 - 게스트
- 2023년 7월 12일 MBC FM4U 《정오의 희망곡》 - 게스트
- 2023년 7월 12일 KBS Cool FM 《키스 더 라디오》 - 게스트